# Apriona novaeguineae
Apriona novaeguineae är en skalbaggsart som beskrevs av Gilmour 1958. Apriona novaeguineae ingår i släktet Apriona och familjen långhorningar.
Artens utbredningsområde är Irian Jaya. Inga underarter finns listade i Catalogue of Life.